# Olegário Herculano da Silveira Pinto
Olegário Herculano da Silveira Pinto, mais conhecido como Olegário Pinto (Goiás Velho, 16 de março de 1857 — 23 de junho de 1944), foi um advogado, engenheiro, professor, militar e político brasileiro.
Foi presidente do Estado de Goiás de 1913 a 1914, além de senador (de 1921 a 1924 e de 1926 a 1930) e deputado federal.
Foi o patrono da cadeira nº 18 da  Academia Goiana de Letras.